# Estalvi (estri)

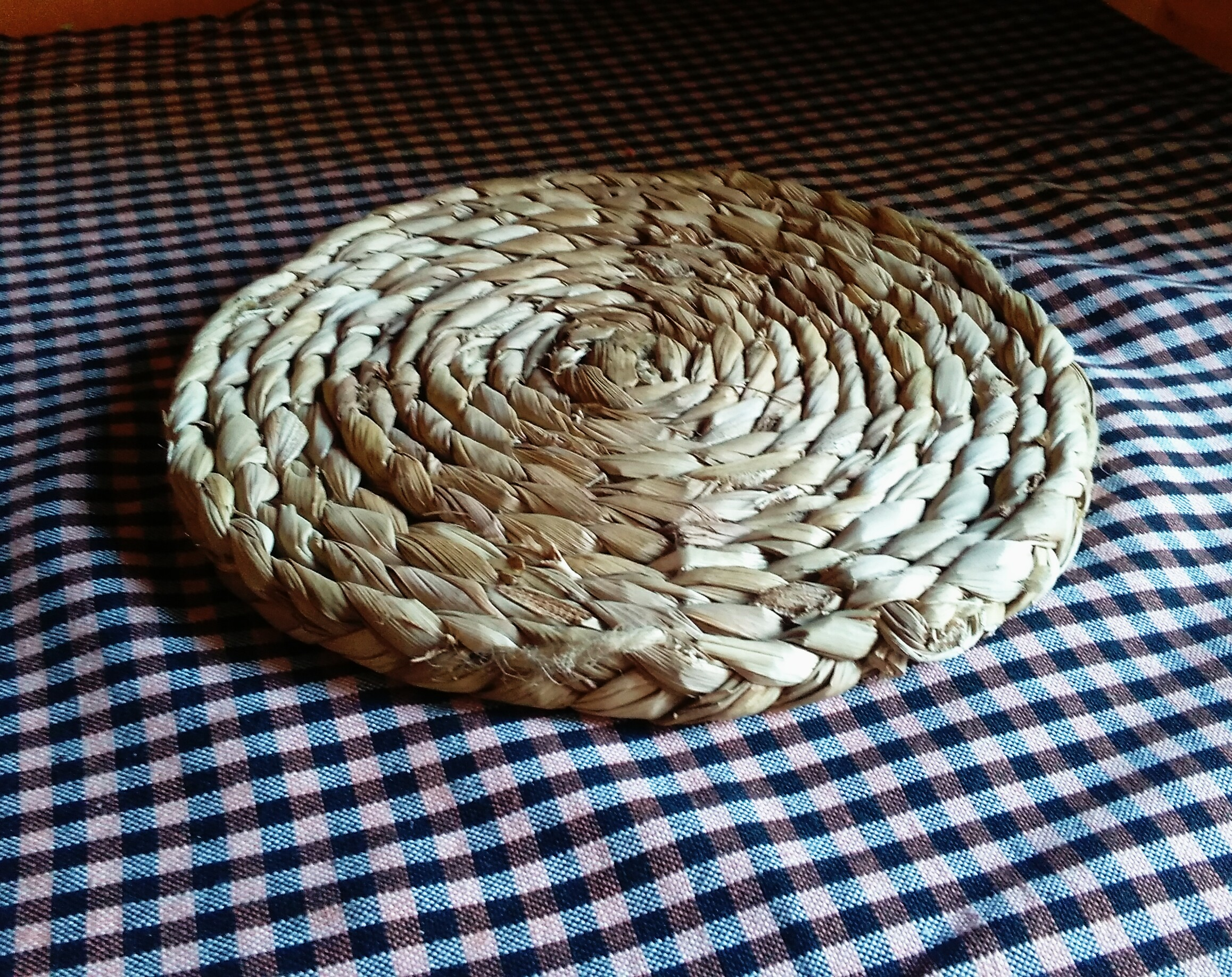
Un estalvi a sobre d'unes estovalles

Un estalvi, setiet/sitiet o rotlle és un estri que es col·loca sota les olles, cassoles i altres recipients calents quan es treuen a taula per a evitar que cremin o embrutin les estovalles o la taula.

Poden ser de qualsevol material resistent a la calor, com ara ceràmica, metall, fusta o fibres vegetals.